# Diya, le prix du sang
Pour plus de détails, voir Fiche technique et Distribution.
Diya, le prix du sang est un film tchadien réalisé par Achille Ronaimou en 2023 et produit par SIC Productions. Il a été en lice pour l’Etalon d’Or de Yennenga au Festival panafricain du cinéma et de la télévision de Ouagadougou (FESPACO) de 2025.,

## Synopsis
Le long métrage raconte le destin tragique de Dane, un chauffeur pour une ONG humanitaire basé à N'Djaména. Il mène une vie paisible avec sa jeune épouse, Delphine, qui attend un enfant, jusqu’au jour où il renverse Younous, un jeune écolier de 9 ans, alors que celui-ci rentre de l’école. Il l'emmène à l'hôpital et, le lendemain, lorsqu'il revient prendre des nouvelles, on lui annonce que l'enfant est mort.
Cependant, les parents de Younous réclament cinq millions de francs CFA pour avoir tué leur fils. Cette somme correspond à la diya, une pratique coutumière qui désigne en arabe local tchadien le prix du sang, et sans quoi ils ôteront la vie à un membre de sa famille. Dane est alors entraîné dans une spirale infernale qui le mènera en prison. Il découvre plus tard que son père a été assassiné pour avoir refusé de payer la dia.
À leur tour, la communauté de son village se cotise pour payer la Diya. Après sa sortie de prison, Dane se retrouve sans emploi et son couple est menacé. Il sombre alors dans la dépression. Rongé par la culpabilité, il est obsédé par l'idée de retrouver Halimé, la mère du petit Younous qu'il a tué, afin de se faire pardonner.
Dans sa quête de Halimé, la mère du petit garçon, il se rend à 800 km de N'Djaména, où il travaille comme chauffeur dans un camp de réfugiés. Il y rencontre Younous, le jeune écolier qu’il croyait avoir tué accidentellement cinq mois plus tôt,,,.

## Fiche technique
- Titre français : Diya, le Prix du sang
- Réalisation et scénario : Achille Ronaimou
- Photographie : Cyrille Hubert
- Production : SIC Productions
- Musique : Afrotronix
- Pays de production :  Tchad
- Langues originales : français et arabe tchadien
- Format : couleurs - 35 mm
- Genre : drame
- Durée : 90 minutes
- Dates de sortie : 2023

## Distribution
- Ferdinand Mbaïssané : Dane
- Moussa Zakaria Ibet :
- Ramada Mahamat :
- Youssouf Djaoro :
- Haïkal Zakaria :

## Distinction
- Prix Meilleure interprétation masculine pour Ferdinand Mbaïssané au FESPACO 2025.